# Maalahplateau

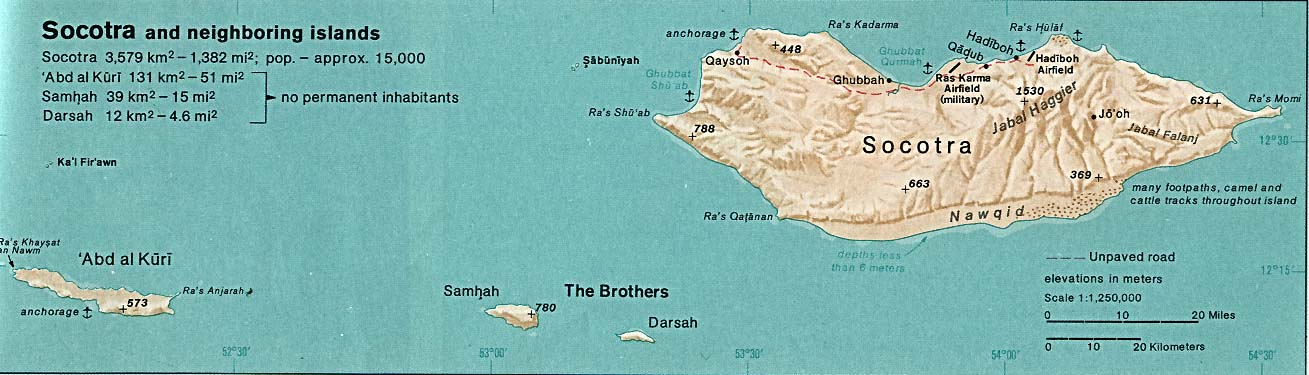
Socotra

Het Maalahplateau is een hoogvlakte in het westelijk deel van het Jemenitische eiland Socotra. Het hoogste punt is 685 meter. 
Op de hoogvlakte leven vele soorten die endemisch zijn op Socotra en na het Hajhirgebergte is dit de plaats met de hoogste biodiversiteit van het eiland.